# Tašir
Tašir (arménsky Տաշիր) je město v provincii Lorri v Arménii. K roku 2011 v něm žilo bezmála osm tisíc obyvatel.

## Poloha a doprava
Tašir leží v severní části provincie Lorri nedaleko hranice s Gruzií.

## Dějiny
Sídlo bylo založeno v době, kdy byla východní Arménie součástí ruského impéria. Založili v je v roce 1844 ruští přistěhovalci z oblasti Saratova a zpočátku se jmenovalo Voroncovka (Воронцовка,Վորոնցովկա). Jméno bylo zvoleno k poctě Michaila Semjonoviče Voroncova, kavkazského místokrále. Od roku 1846 bylo sídlo součástí Tifliské gubernie.
Za sovětské nadvlády bylo v roce 1935 přejmenováno na Kalinino (Калинино, Կալինինո) k poctě komunistické politika Michaila Ivanoviče Kalinina. V roce 1961 bylo povýšeno na sídlo městského typu. Od roku 1983 je městem.
Když v roce 1991 získala Arménie nezávislost, došlo k přejmenování na Tašir, které upomíná na jméno historické oblasti Arménského království.